# Hô Chi Minh
Hồ Chí Minh (« Puits de Lumière ») , né Nguyễn Sinh Cung le 19 mai 1890 à Hoàng Trù (province de Nghệ An) et mort le 2 septembre 1969 à Hanoï avant la fin de la guerre du Vietnam est un homme d'État vietnamien et une figure importante de l'anticolonialisme et du communisme international.
Il est connu sous les noms Nguyễn Tất Thành (« Nguyên Réussite assurée ») dans les années 1900 et 1910, et Nguyễn Ái Quốc (« Nguyên le patriote ») dans les deux décennies suivantes.
La jeunesse de Hô Chi Minh est marquée par des voyages autour du monde, qui contribuent à lui faire découvrir l'idéologie communiste. Engagé pour la cause anticolonialiste en France, il séjourne en URSS, où il achève sa formation politique, avant de regagner l'Asie. Fondateur du Parti communiste vietnamien en 1930, il joue un rôle central et actif dans l'indépendance de son pays à partir de 1941, avant de devenir le premier président de la république démocratique du Viêt Nam, reconnue internationalement en 1954.
Au fil de son parcours, Hô Chi Minh développe une idéologie qui se distingue des communismes russe et chinois, avec lesquels il lui arrive d'entrer en conflit. Sa pensée continue aujourd'hui encore à inspirer les politiques et particuliers au Viêt Nam, où il fait l'objet d'un véritable culte de la personnalité. La ville la plus peuplée du Viêt Nam, anciennement nommée Saïgon, est rebaptisée Hô Chi Minh-Ville (Thành Phố Hồ Chí Minh) en son honneur en 1975.

## Biographie

### Jeunesse

#### Enfance et adolescence au Viêt Nam

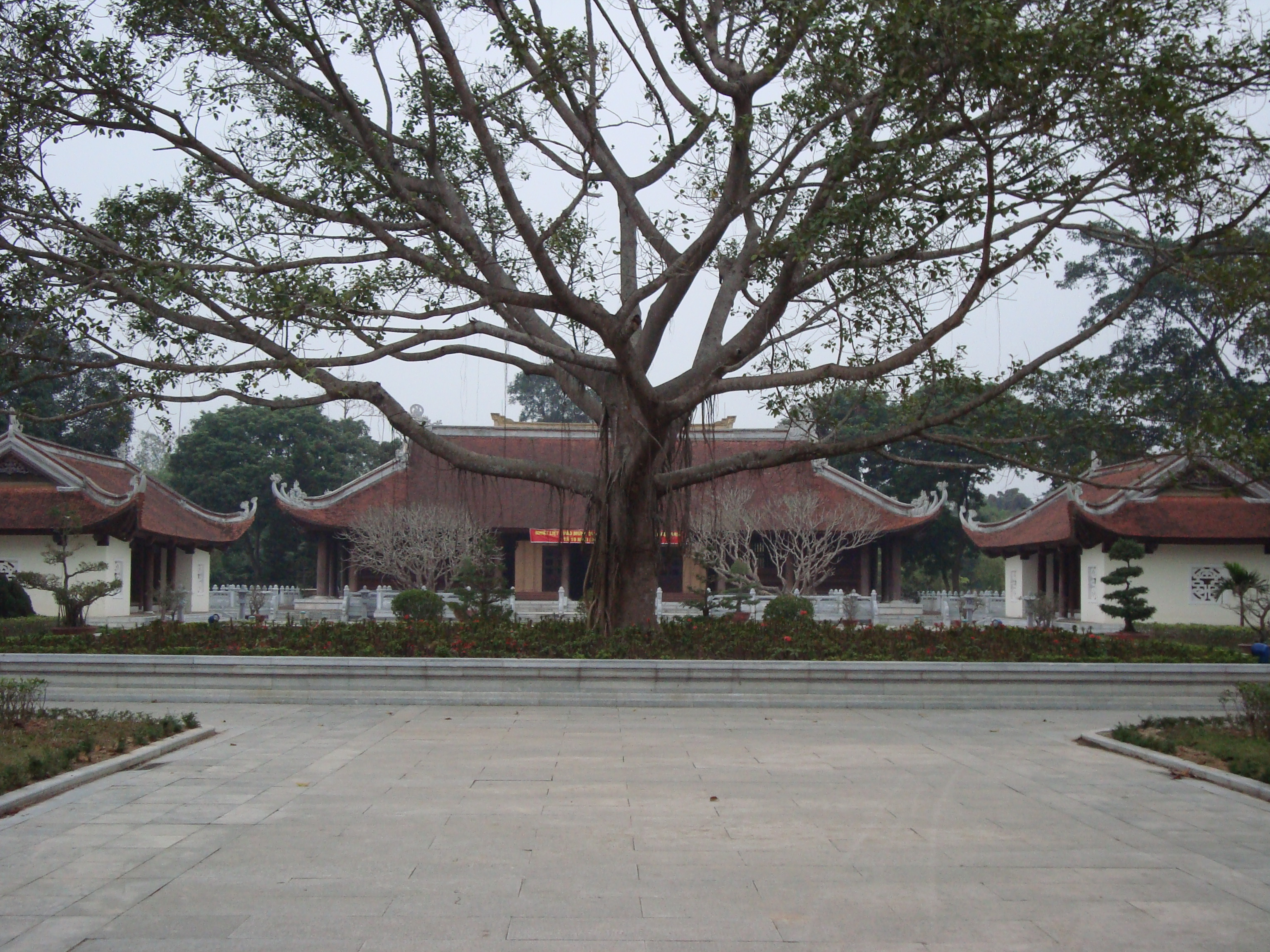
Le musée de Kim Liên, à deux kilomètres de Hoàng Trù, abrite une reproduction de la maison où Hô a passé sa petite enfance.

Nguyên Sinh Cung naît le 19 mai 1890 à Hoàng Trù dans une famille de lettrés-fonctionnaires, alors que les Français viennent d'achever l'annexion formelle de l'Indochine et que la conquête militaire et administrative du territoire piétine. En effet, la province septentrionale du Nghệ An, où il naît, est marquée par une importante résistance à l'expansion française, qui se termine quand il est âgé de 8 ans. Il est le dernier né d'une fratrie de trois membres, sa sœur Thị Thanh naît en 1884 et son frère Sinh Khiêm en 1888 ; sa mère s'appelle Hoàng Thị Loan (1868-1901). Son père, Nguyên Sinh Sac (vi) (1863-1929) est un doctorant qui exerce la fonction de mandarin dans la capitale, puis devient par la suite sous-préfet en province.
Nguyên Sinh Cung grandit dans le petit village de Kim Liên, à quatorze kilomètres à l'ouest de la ville de Vinh, district de Nam Đàn dans le nord de l'Annam (actuelle province de Nghệ An, Viêt Nam). Il fait d'abord ses études à Hué, à l'école Quốc Học (littéralement « école nationale » en vietnamien) fondée par le père de Ngô Đình Diệm. Il suit un apprentissage traditionnel, basé sur l’enseignement des caractères sino-vietnamiens, et a certainement obtenu le certificat d’études primaires franco-indigène . Conformément à la tradition confucéenne, il est renommé par son père vers ses dix ans ; il est alors connu sous le nom de Nguyễn Tất Thành .
En 1901, son père obtient son doctorat en lettres (phó bảng), la plus haute distinction académique vietnamienne, et devient enseignant. Après avoir refusé à de multiples reprises toute nomination comme haut fonctionnaire dans l'administration impériale, comme c'est la norme pour le titulaire d'un phó bảng, il devient en mai 1906 mandarin sous la pression des autorités françaises, au sein du protectorat d'Annam. Il n'aime pas cette fonction qu'il considère « pire que l'esclavage » .
En 1908, Nguyên Tât Thanh est témoin des manifestations antifiscales qui ont lieu dans le centre du Viêt Nam. Sa participation à cette manifestation de paysans dont il se fait le porte-parole lui vaut d'être exclu de l'école dès le lendemain, et attire une certaine attention de la part des autorités françaises. Jusqu'en 1911, il voyage dans les trois kỳ (Annam, Tonkin, Cochinchine), perfectionnant sa connaissance du Viêt Nam. En 1911, il fait une demande d’admission à l’école coloniale, ce qui peut sembler surprenant venant d’un futur grand dirigeant révolutionnaire et anticolonialiste. Cependant, l’accès à l’école lui est refusé parce qu’il est un « indigène sans diplôme français ».
Cette même année, son père est révoqué. Selon les historiens vietnamiens communistes et les archives coloniales françaises, il est dégradé de sa fonction par le nouveau pouvoir colonial, et sombre progressivement dans une dépression. Selon une autre version, il aurait été destitué pour abus de pouvoir après le décès d'une influente figure locale à la suite des 100 coups de bâton infligés pour une infraction. Quoi qu'il en soit il quitte l'administration coloniale. Le père se retire alors dans un village, où il officie comme médecin traditionnel jusqu'à sa mort. La déchéance de son père à la suite de cette injustice coloniale marque très fortement le jeune Nguyên Tât Thanh, qui décide alors de partir vers de nouveaux horizons, et embarque pour la France aux alentours du 5 juin.

#### Voyages en Occident
Le 5 juin 1911 Nguyên Tât Thanh embarque à Saïgon sur le paquebot mixte Amiral Latouche-Tréville de la Compagnie maritime des Chargeurs réunis qui assure alors la liaison Hai Phong-Dunkerque via diverses escales. Il débarque à Marseille avec seulement dix francs en poche, puis se rend au Havre dans le but de prendre un navire pour traverser l’Atlantique. Au Havre, il utilise comme pseudonyme Van Ba et travaille dans la banlieue de la ville comme jardinier, avant d’obtenir un poste de cuisinier des officiers d’un paquebot
Cette période est marquée par une errance permanente. Entre 1911 et 1913, il se rend entre autres à Bordeaux, Paris, Lisbonne, Tunis, Dakar, en Afrique de l’Ouest ou encore en Amérique, où il assiste au lynchage d’Afro-Américains par le Ku Klux Klan. Durant ses nombreux voyages, il va toujours à la rencontre de ses compatriotes vietnamiens et démontre une réelle facilité dans l’apprentissage des langues. Il devient donc un véritable cosmopolite, sans pourtant jamais oublier ses racines vietnamiennes. Durant son séjour aux États-Unis, il rencontre à Boston des nationalistes coréens qui sont alors en lutte contre les ambitions japonaises, mais ne peut cependant rencontrer leur leader Syngman Rhee, alors hors des États-Unis.
Nguyên Tât Thanh revient en Europe en 1913 ou début 1914  ; ces différents voyages et ces rencontres avec des anticolonialistes lui permettent de faire des parallèles entre les situations coloniales et de développer sa pensée anticoloniale.
Après ses nombreux voyages, le jeune Annamite s’installe à Londres. Comme aux États-Unis, il multiplie les emplois, étant notamment nettoyeur de la voirie et chauffeur de salle avant de travailler aux cuisines de l'hôtel Carlton (en). Après son séjour à Londres, il revient en France durant l’été 1919, pour résider à Paris. Il suit alors l'effervescence révolutionnaire mondiale. Au moment où la notion du « droit des nations à disposer d'elles-mêmes » n'est appliquée qu'aux peuples vainqueurs de la Première Guerre mondiale, Lénine réclame que les « Quatorze points » du Président américain Wilson soient élargis à tous les peuples y compris colonisés ou vaincus qui en étaient exclus par l'article 22 du pacte de la Société des Nations. Les bolcheviks adhèrent à un nouveau modèle de relations internationales basé sur une égalité entre toutes les nations, et notamment une association générale des nations supposée offrir à l'avenir « des garanties mutuelles d’indépendance politique et d'intégrité territoriale aux petits comme aux grands États ».

### Un militant communiste à l'étranger

#### Débuts de l'engagement anticolonial en France

Nguyên Ai Quôc au congrès communiste de Marseille en 1921.

Nguyên Tât Thanh s'était rapproché dès son premier séjour parisien d'émigrés vietnamiens nationalistes et désireux de s'émanciper de la France : Phan Châu Trinh qui l'initie au métier de retoucheur de photos, Nguyên The Truyen, un ingénieur, Phan Van Truong (vi), un avocat et Nguyễn An Ninh, un écrivain journaliste. Ensemble ils sont connus comme « les cinq dragons » ; le chef du groupe est Phan Châu Trinh, leurs idéaux sont ceux de la Révolution française. Il écrit des articles avec eux ; ils publient sous le pseudonyme de « Nguyễn Ở Pháp » (« Nguyễn en France »). Leurs amis français les convainquent de changer leur pseudonyme, qui devient « Nguyễn Ái Quốc » (« Nguyễn le patriote »).
En 1919, Nguyên Tât Thanh cosigne avec ses quatre camarades le manifeste Revendications du peuple annamite, rédigé par Phan Van Truong. Cependant, ce texte, destiné aux diplomates réunis à la conférence de la paix de Paris, ne trouve aucun écho ; cet échec fait comprendre à Thanh que le droit des peuples à disposer d'eux-mêmes, défendu par Wilson, ne concerne que les Occidentaux . Il commence alors à utiliser pour lui-même le pseudonyme Nguyên Ai Quôc.
L'échec des Revendications, l'absence d'autonomie dans les colonies malgré la large participation d'Indochinois à la Première Guerre mondiale et la désillusion de Nguyên Ai Quôc concernant les nationalistes vietnamiens qualifiés de « réformistes » par les partisans de l'insurrection armée, le conduisent à adhérer à la Section française de l'Internationale ouvrière, au sein de laquelle il milite pour affirmer l'existence nationale des colonisés. Présent au congrès de Tours de décembre 1920 comme délégué de la 13e section et d’un fantomatique « Groupe socialiste indochinois », il préconise l'adhésion de la SFIO au Komintern et rejoint le Parti communiste français (PCF) dès sa constitution.
Nguyên Ai Quôc participe à la vie du PCF, promouvant l'engagement du parti en faveur des populations colonisées. Il écrit dans L'Humanité, La Vie ouvrière et Le Libertaire. En juillet 1921, il participe à la fondation de l’Union intercoloniale, une émanation du PCF qui publie Le Paria au sein de laquelle naît un communisme afro-asiatique spécifique, principalement vietnamien et maghrébin. Il y est le spécialiste de l'Asie et s'y lie d'amitié avec Jean Ralaimongo et Max Clainville-Bloncourt (frère d'Élie Bloncourt).

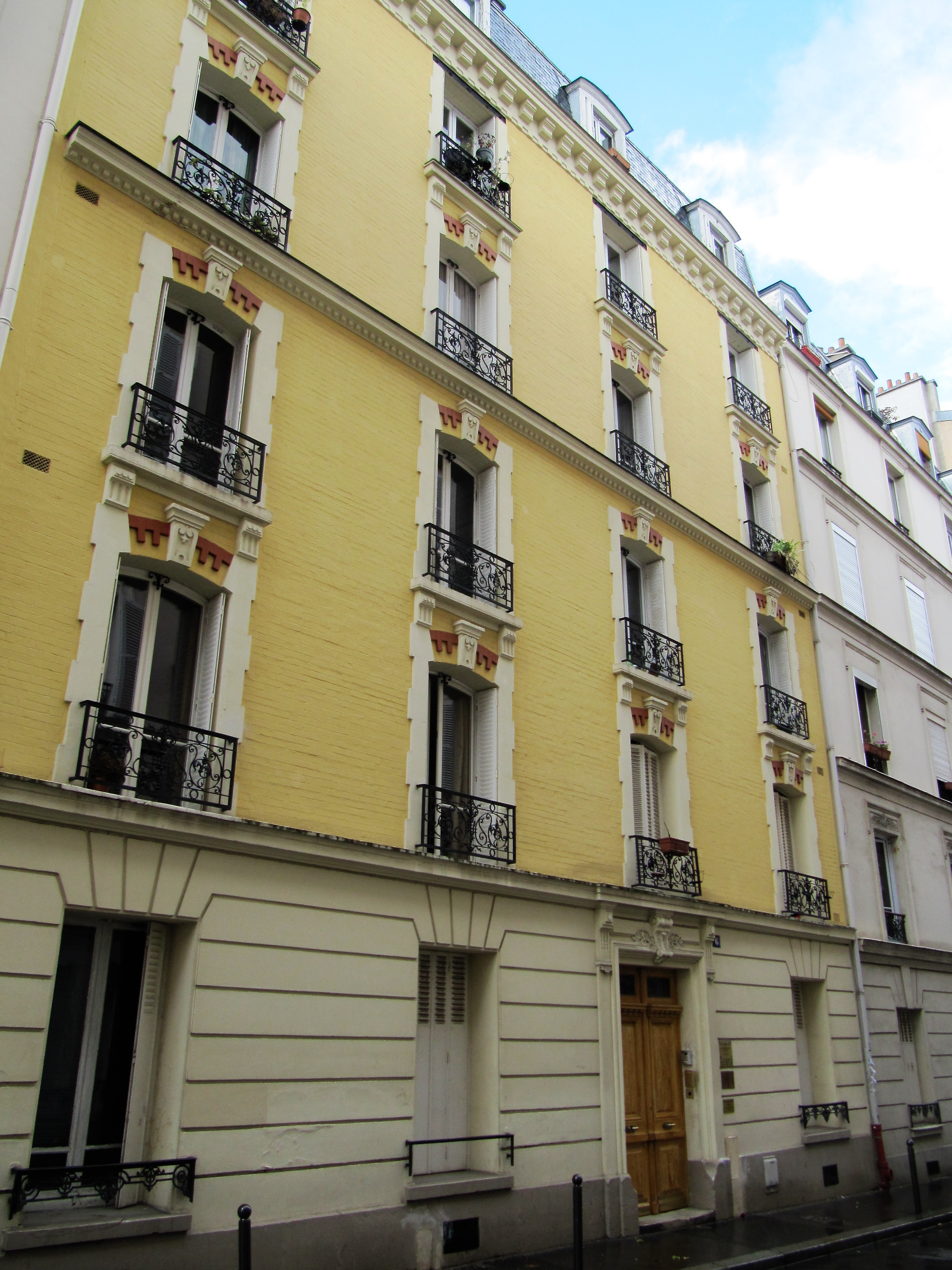
Séjour d'Hô-Chi-Minh au 6 villa des Gobelins, chez son ami l’avocat Phan Van Truong.

Il écrit des pièces de théâtre, comme Le dragon de bambou, et un ouvrage anticolonialiste, Le Procès de la colonisation française. Sa vie est précaire. Si un ami avocat lui fournit un domicile officiel 6 villa des Gobelins, il occupe en fait à partir de juillet 1921 une petite chambre du 18e arrondissement. Il vit de travaux de retouche en photographie et est surveillé par la police. Durant l'hiver 1922-1923, il est convaincu qu’il doit quitter la France, car il se sait menacé d’expulsion vers son pays natal. De plus, il est déçu de ne pas avoir réussi à entraîner un grand nombre de militants à une action concrète contre le colonialisme. Il quitte alors la France pour l'URSS, sans même prévenir ses camarades. Dmitri Manouïlski l'avait en effet invité à venir, en compagnie de Jean Cremet, comme spécialiste de l'Asie.

#### Séjour en URSS et en Chine
Parti pour l’URSS en passant par Berlin (sous couvert de voyage d’agrément en Suisse), Nguyên Ai Quôc arrive à Moscou en juillet 1923 en tant que représentant des colonies au sein de la délégation française au congrès de fondation de l’Internationale paysanne rouge, dite Krestintern, prévu pour le 12 octobre. C'est un voyage de dix-huit mois dans l’appareil central du Komintern ; figure d’expert des questions coloniales et asiatiques dès 1924, il achève de devenir un redoutable praticien de la politique. Ce séjour en URSS permet à Nguyên Ai Quôc de compléter sa formation politique. Il fait en effet ses classes de révolutionnaire professionnel à l’Université des travailleurs d’Orient (sigle russe : KUTV), fondée en 1921. Lorsque l’écrivain Ossip Mandelstam l’interviewe le 23 décembre 1923, il le qualifie de « kominternchik », terme qui n’est pas attribué à n’importe qui.
Du 17 juin au 10 juillet 1924 a lieu le cinquième congrès de l'Internationale. Quôc, appuyé par Manouilski, lance le projet de former une Constitution de propagande internationale à destination des territoires colonisés ou sous mandat, laquelle est achevée après la fin du cinquième congrès. Aux côtés de Quôc, qui devient l'un des principaux représentants de ces territoires, on trouve notamment l’Algérien Abdelkader Hadj Ali, qui vient lui aussi du PCF .
En décembre 1924, le député de Cochinchine anticommuniste Ernest Outrey annonce que Quôc doit « revenir incessamment de Russie », alors qu'il se trouve en fait depuis un mois dans le sud de la Chine. En effet, dès le départ, son but n’est pas de rester à Moscou mais bien de retourner en Indochine ; ainsi, dès le 24 mars, soit neuf mois après son arrivée à Moscou, il écrit à l’Internationale pour signifier que son objectif est de se rendre en Chine.

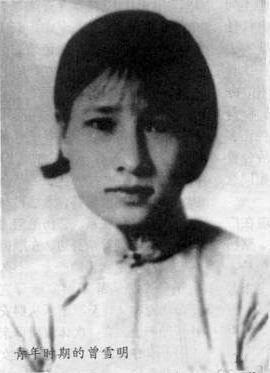
Tăng Tuyết Minh, épouse de Hô Chi Minh.

Arrivé à Canton en novembre 1924, il y recrute de nombreux Indochinois exilés (dont des nationalistes) et il y fonde en 1925 le Thanh Niên (Jeunesse révolutionnaire du Viêt Nam) dont les meilleurs élèves sont envoyés à Moscou. Il épouse en octobre 1926 une élève sage-femme chinoise et catholique, Tăng Tuyết Minh (曾 雪 明). Le 12 avril 1927, le leader nationaliste chinois Tchang Kaï-chek initie à Shanghai de grandes purges anticommunistes. Nguyên Ai Quôc est contraint de se réfugier auprès du consulat soviétique à Hankéou, puis quitte le territoire par Hong Kong.

#### Voyage en France de 1927
Alors plutôt apprécié par les responsables du Kominterm, Nguyên Ai Quôc ne peut rester longtemps inactif et, en décembre 1927, il effectue un étrange voyage en France. En effet, les autorités politiques ainsi que la sûreté connaissent alors depuis longtemps son identité, Quôc étant considéré comme un homme à l'influence importante et donc dangereux ; il est par conséquent extrêmement recherché. Arrivé à Paris au début du mois, il y est repéré dès le 12, et est alors en grand danger. Au même moment, Albert Sarraut, qui exerce des fonctions au ministère de l’Intérieur et a été deux fois gouverneur général de l’Indochine française, déclare : « Le communisme, voilà l’ennemi », et « la destruction de la patrie n’est pas une opinion. C’est un crime ». Un communiqué est alors lancé, dont le contenu est le suivant : « L’agitateur annamite Nguyên Ai Quac, qui jusqu’à ces temps derniers était délégué à la propagande coloniale au sein de l’Internationale communiste à Moscou, est arrivé ces jours-ci à Paris. Il s’est présenté à la direction du Parti communiste pour y solliciter un emploi, mais aucune place ne lui a été offerte. Nguyên Ai Quac aurait manifesté l’intention de repartir pour Moscou ».
Des recherches sont lancées afin de le retrouver, mais sans succès. Aucun indice ou aucun visuel sur sa présence ne sont détectés. Il est peu probable que le but de trouver un emploi, mentionné par Sarraut dans son communiqué, soit un objectif recevable pour le voyage en France de Quôc. En effet, étant alors un cadre du Komintern et jouant sa vie, celui-ci n'aurait eu aucun intérêt à redevenir un simple salarié dans la section coloniale du PCF, son voyage avait donc un lien avec la colonie indochinoise. Selon l'historienne américaine Sophie Quinn-Judge, le PCF devait au plus tôt fusionner les éléments révolutionnaires indochinois en France afin d’en faire un noyau communiste discipliné ayant pour finalité de rejoindre l’Indochine et d'y encadrer un futur Parti communiste, et même pourquoi pas impulser un travail d’agitateur populaire en Asie de l’Est. Après un passage par Moscou, il est en effet envoyé en 1928 au Siam pour réorganiser les partis communistes locaux, action qu'il mène également dans les Établissements des détroits (Malaisie actuelle).

### Combat au Viêt Nam

#### Fondation du Parti communiste Vietnamien, arrestation et emprisonnement
À partir de décembre 1929, Nguyên Ai Quôc s’installe à Hong Kong, dans plusieurs meublés. Il exerce la fonction-clé de liaison entre le Bureau oriental clandestin du Komintern, à Shanghai, et les organisations communistes de l’Asie du Sud-Est. Il parvient notamment, dès février 1930, à créer un Parti communiste vietnamien unifié.
Cependant, il est arrêté le 6 juin 1931 par la police anglaise, qui manque de le livrer aux Français. Emprisonné à la prison Victoria à Hong Kong, il est finalement libéré, mais en janvier 1933 seulement. Ainsi, à partir de 1931 et jusqu’en 1938, il perd toute connexion avec le devenir de l’Indochine, essentiellement parce qu’il est trop dangereux pour lui d’en approcher les frontières, et ne peut revenir au Viêt Nam qu’en 1941.
Dans cet intervalle de temps, il fait un nouveau séjour à Moscou, où il étudie à l’École internationale Lénine, établissement créé en 1926 pour les dirigeants des partis communistes. Il assure ensuite des fonctions au Secrétariat d’Orient du Komintern et donne des cours aux élèves vietnamiens de l’Institut des questions nationales et coloniales ; il redevient alors un cadre important du Komintern et, en tant que tel, assiste en 1935 au septième congrès du Komintern

#### Lutte anticoloniale et révolution d'Août
En avril 1940, Nguyên Ai Quôc parvient au Yunnan, en Chine. À partir du mois de mai, à Kunming, il travaille sous divers pseudonymes avec l’émanation locale du parti communiste chinois. Après les insurrections indochinoises, il commence l’installation d’une base de résistance au Viêt Nam ; début février 1941, il franchit la frontière (à la borne 108) et s’installe sous le pseudonyme de Père Thu dans la grotte de Côc Bo, dans le hameau de Pác Bó (en). Il rencontre Võ Nguyên Giáp et Phạm Văn Đồng.

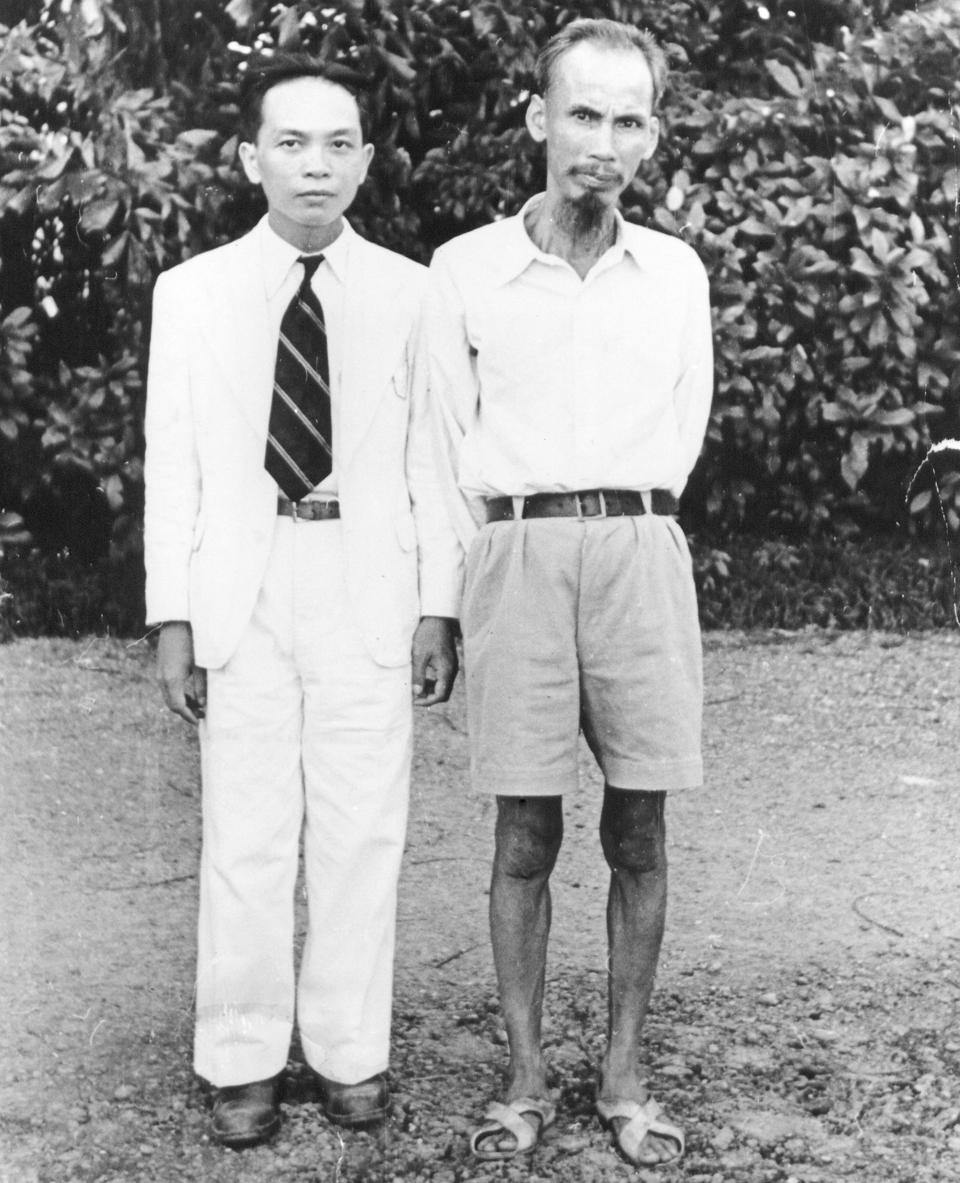
Võ Nguyên Giáp et Nguyên Ai Quôc.

À Pac Bo, Ngûyen Ai Quôc repense le projet communiste, sans pour autant entrer en contradiction avec le Komintern mais en défendant une autonomie d’initiative quasi absolue. Il choisit ainsi de donner la priorité au combat national, qu’il veut articuler à une résistance à l'impérialisme japonais et français.
Le principal instrument de ce projet est un front politique, dirigé par le Parti communiste indochinois et dont le nom est Viêt Nam Dôc Lâp Dông Minh (Alliance pour l’indépendance du Vietnam), plus connue sous le nom raccourci de Việt Minh. C’est une nouvelle métamorphose, pour le pays comme pour Nguyên Ai Quôc, qui prend le nom de Hô Chi Minh, signifiant « Hô à la volonté éclairée »
En février 1941, après la défaite française face à l'Allemagne et l'invasion japonaise de l'Indochine, il prend la tête d'un groupe d'hommes pour gagner le Tonkin. Il mène en Chine du Sud une action décisive auprès des autorités nationalistes et de l’OSS (les services de renseignements américains) pour obtenir une assistance militaire ainsi que la reconnaissance politique du Viêt Minh. Il est cependant arrêté le 29 août 1942 en se rendant à Chongqing pour rencontrer des responsables nationalistes, car soupçonné d’être un espion franco-japonais. Il n’est libéré que le 10 septembre 1943, après avoir été cru mort par ses compagnons et déplacé de prison en prison, dans au total dix-huit établissements différents.
Il finit par obtenir l’admission du Viêt Minh comme membre du gouvernement provisoire projeté, et parvient également à nouer des contacts étroits avec l’état-major américain lors d’un voyage à Kunming, en Chine, en 1944. En décembre 1944, il crée une « brigade de propagande armée pour la libération du Viêt Nam », embryon de l'armée de libération, confiée à Võ Nguyên Giáp. Ses hommes ayant trouvé dans la jungle un aviateur américain abattu, Hồ Chí Minh se rend avec celui-ci à l'antenne de l'OSS en Indochine et obtient des services de renseignement américains argent, armes et munitions, ainsi que l'appui de plusieurs équipes du Détachement 101 qui seront parachutées dans la jungle avec des opérateurs radio et des entraîneurs pour ses guérilleros en 1945,.

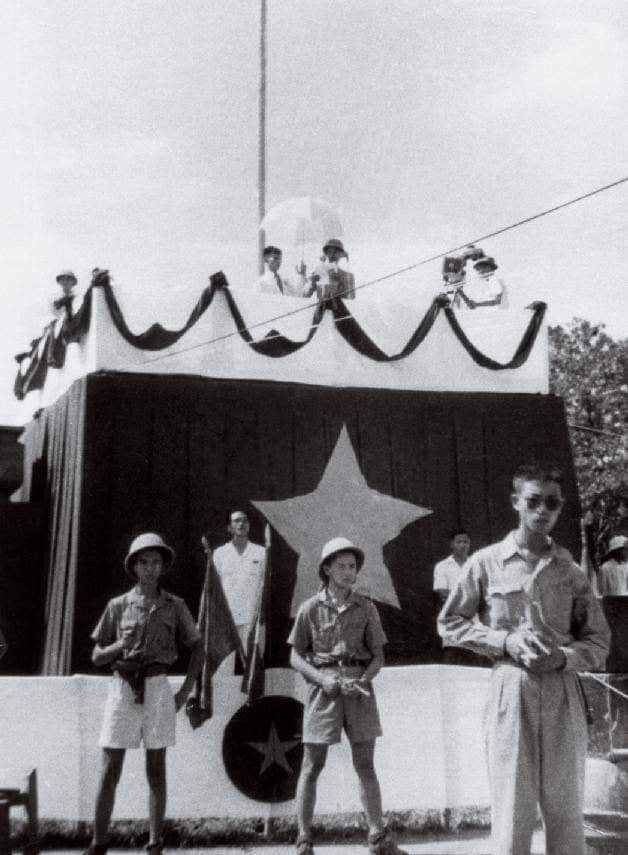
Hô Chi Minh proclamant l'indépendance du Viêt Nam sur la place Ba-dinh, le 2 septembre 1945.

À partir de juin 1945, Hô Chi Minh est établi dans le village de Tan Trao, à quatre-vingts kilomètres au nord de Hanoï, où il est averti le 11 août de l’imminence de la capitulation japonaise face aux Alliés. Le 16 août, le Viêt Minh fonde un comité de libération nationale, présidé par Hô ; la révolution d'Août est lancée. Le 21, il entre discrètement dans Hanoï et, le 25, l’empereur Bảo Đại, qui a abdiqué le 23, remet l’épée et les sceaux impériaux à ses envoyés. Il préside le gouvernement provisoire formé le 29 août, au sein duquel il est entouré de quinze ministres dont neuf communistes. Le 2 septembre, il lit la déclaration d’indépendance de la république démocratique du Viêt Nam devant le palais du gouverneur général, il est déjà devenu l’homme de l’indépendance.

#### Guerre d'Indochine
À partir de 1945, il met en place une bureaucratie d’État qui hérite autant de l’appareil des Nguyên et de l’Indochine coloniale que des réformes importées de la Chine maoïste. Pour lui, la morale représente l’élément premier, voire la qualité essentielle des combattants révolutionnaires. Hô Chi Minh est la principale personnalité mise en avant par le nouveau pouvoir pour créer des figures de rassemblement aptes à rassembler les Vietnamiens. Se popularise alors l’image du président frêle, amaigri mais toujours souriant dans son costume kaki délavé ; ses premières biographies paraissent, des anecdotes, bons mots et messages circulent, et son anniversaire est officiellement célébré dès 1946.
Il adopte ainsi un mode personnel d’exercice du pouvoir et un statut unique, de rassembleur de la nation et de recours suprême, un peu dans la tradition impériale ; c’est la figure de l’« Oncle Hô ». Le domaine privilégié de Hô Chi Minh est celui des affaires étrangères, dans le cadre desquelles il joue réellement la carte de la négociation. Ainsi, à la suite d'une « Convention préliminaire » avec Jean Sainteny le 6 mars 1946, il fait un long séjour en France du 31 mai au 20 octobre de la même année, pendant lequel il déploie une campagne d’importance pour amener l’opinion non communiste à l’idée d’une transition pacifique vers l’indépendance, lors de ce séjour, dont le but est la négociation de Fontainebleau qui, en juillet, ne débouche finalement sur rien. À l'issue de ce dernier voyage à l’Ouest, il peut constater le faible poids de la république démocratique du Viêt Nam dans les décisions internationales. Il pousse néanmoins jusqu’au bout la carte de la négociation, exploitant les divisions entre les Français et comptant sur une montée de la gauche.

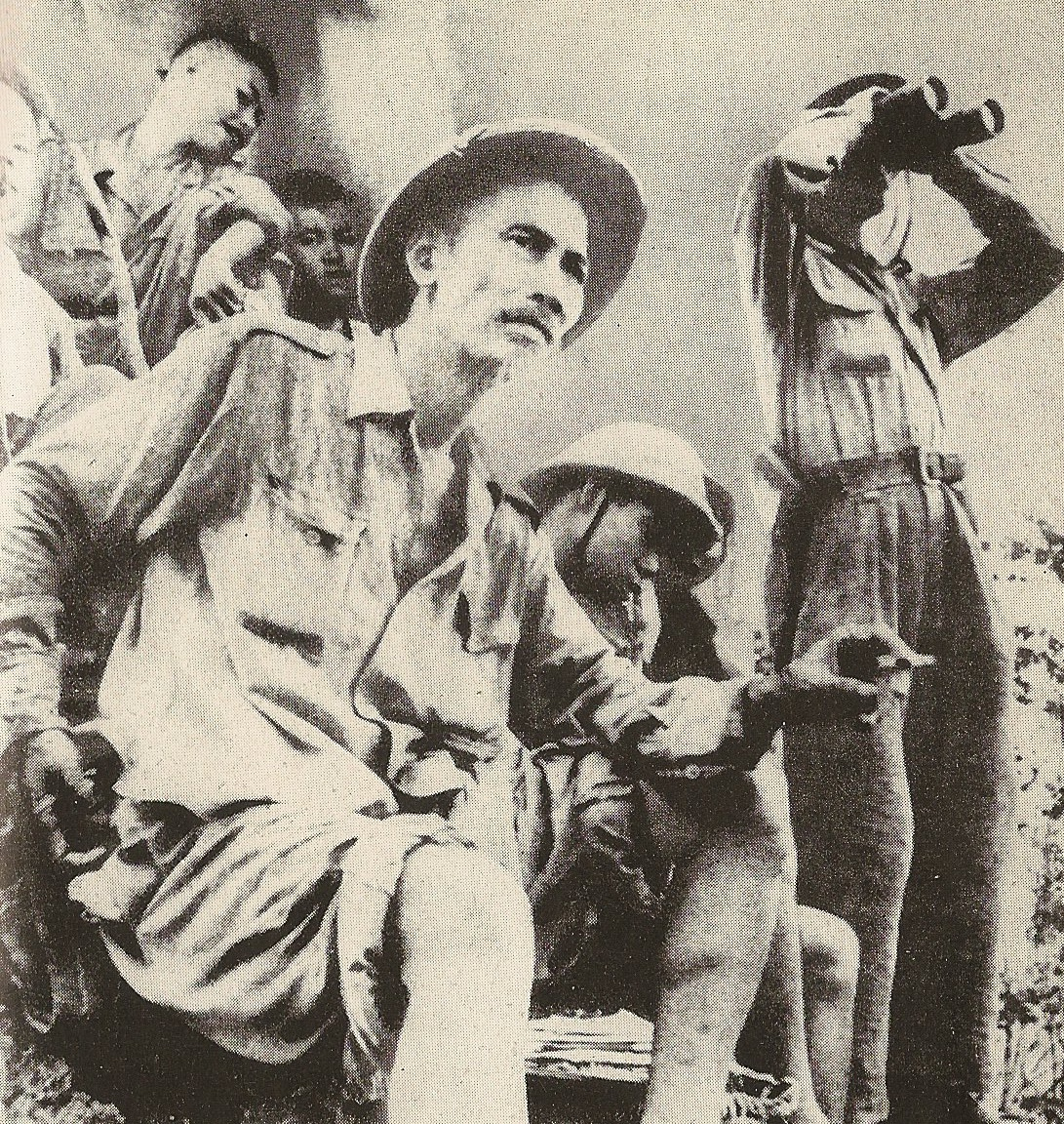
Hô Chi Minh à la bataille de Dong Khê, en 1950.

Le 19 décembre 1946, à vingt-deux heures, Hô Chi Minh évacue Hanoï avec son gouvernement, après avoir lancé un appel solennel à la résistance : « Que celui qui a un fusil se serve de son fusil ! Que celui qui a une épée se serve de son épée ! Si l’on n’a pas d’épée, que l’on prenne des pioches et des bâtons ! Que chacun mette toutes ses forces à combattre le colonialisme pour sauver la Patrie ! ». En 1948, il lance une première campagne d’émulation patriotique dans le cadre d’une mobilisation permanente de la paysannerie comme du peuple urbain, avec un triple mot d’ordre : « battre la famine, battre l’ignorance, battre l’envahisseur ».
En 1950, lorsque Staline confie à Mao Zedong la conduite du mouvement révolutionnaire au Nord Viêt Nam, Hô Chi Minh perçoit les limites de la solidarité internationaliste. À partir de ce moment, il prend l’habitude de tempérer l’influence des conseillers de Mao installés auprès de ses forces, en multipliant les déclarations sur les « caractéristiques culturelles » de la révolution vietnamienne. En juillet 1954, les accords de Genève mettent fin à la guerre d'Indochine : le Viêt Nam est divisé en deux. Les accords de Genève prévoient également l’organisation d'élections libres et l'unification du pays, mais les États-Unis soutiennent dans le Sud un coup d’État portant au pouvoir Ngô Đình Diệm, qui refuse de reconnaitre ces accords. L'administration Eisenhower estimait, en 1956, que la proportion de Vietnamiens qui auraient voté en faveur de Hồ Chí Minh était de près de 80 %. Au Nord, la république démocratique du Viêt Nam présidée par Hô Chi Minh est désormais reconnue internationalement mais les communistes espèrent toujours pouvoir unifier le pays.
Entre 1953 et 1956, le gouvernement Nord-Viêt Namien a institué diverses réformes agraires, notamment la « réduction des loyers » et la « réforme agraire », qui s'accompagnaient d'une répression politique. Au cours de la campagne de réforme agraire, plus de 13 500 personnes ont été exécutées.

#### Dirigeant du Viêt Nam du Nord et dernières années

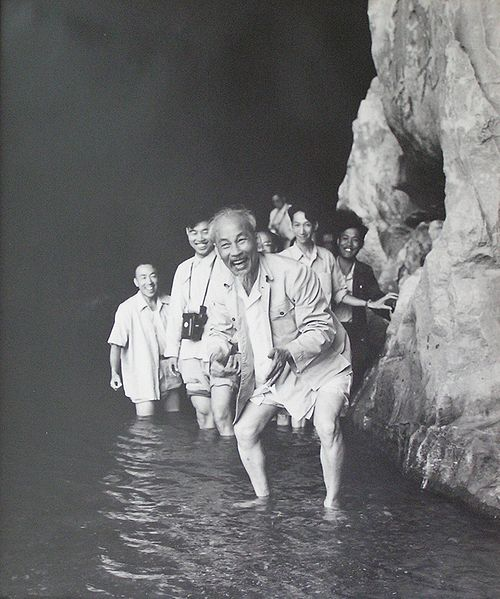
Hô Chi Minh à la rivière Lijang (Chine), en 1961.

Dans l'interlude entre guerre d'Indochine et guerre du Viêt Nam, la figure de Hô Chi Minh est plus que jamais une référence centrale de la culture politique vietnamienne. Chef de l’État, secrétaire général (de 1956 à 1960) puis président du Parti, il assure la cohésion et l’exceptionnelle stabilité du groupe dirigeant. Acteur décisif, il pense et assume la dimension internationale du devenir national plus qu’aucun autre dirigeant communiste, promouvant le pragmatisme contre le dogmatisme utopique.
En 1960, il soutient la création du Front national de libération du Sud Việt Nam (FNL), bientôt surnommé « Việt Cộng » (contraction de « Việt Nam Cộng Sản », ou « communistes vietnamiens » en français) par les Américains et les Sud-Vietnamiens. En 1963, la direction du Parti communiste du Nord-Viêt Nam connaît cependant un changement de direction, avec l’arrivée de Lê Duẩn et Lê Duc Tho, partisans d’une lutte à outrance qui écartent Hô Chi Minh.
En 1965, il devient l’un des héros de la jeunesse occidentale et notamment du mouvement anti-guerre grandissant aux États-Unis, qui viennent d’entrer dans la guerre du Viêt Nam. Il est l’homme des contacts parallèles avec les neutres (tels que Jean Sainteny ou Raymond Aubrac) qui amorcent la négociation de Paris en 1968, mais aussi celui de la diplomatie secrète qui prépare et accompagne la reprise de la lutte ; il brise le relatif isolement de la république démocratique du Viêt Nam, et obtient une aide militaire de la part de la Chine et de l’URSS.
Bien que probablement malade dès 1965, Hô Chi Minh conserve l’essentiel de ses activités jusqu’en 1969. Il est soigné à partir du printemps 1967 par des équipes médicales chinoises, mais meurt le 2 septembre 1969. Son décès est officiellement annoncé comme ayant eu lieu le 3 septembre pour ne pas ternir la fête nationale de l'indépendance du 2 septembre. Hồ Chí Minh voulait que ses cendres soient répandues au-dessus du pays, du nord au sud. Pourtant, ses héritiers décidèrent de l'embaumer comme Lénine, contre sa volonté, ceci en attendant que la réunification se fasse. Avant l’édification de son mausolée en 1975, la dépouille était conservée à Đá Chông.

## Idéologie

### Communisme

#### Adhésion
Dès son retour en France en 1919, Nguyên Ai Quôc fréquente la SFIO et la LDH. Le jeune Annamite voit en effet dans le socialisme le seul courant politique en France défendant le droit des indigènes dans les colonies. Néanmoins, ce premier engagement socialiste laisse vite la place à un autre ; Quôc doit faire le choix entre le maintien dans la « vieille maison » (Léon Blum) socialiste ou celui de la radicalité communiste, sachant qu'à ce moment sa formation politique en est encore à ses balbutiements.
Les échos du deuxième congrès du Komintern à Moscou en 1920 sont publiés dans L'Humanité, et sont donc facilement accessibles pour Quôc qui s'enthousiasme des thèses de Lénine. Selon un témoignage de Hô Chi Minh lui-même, il se serait écrié « Chers compatriotes martyrs ! C'est ce dont nous avons besoin, c'est le chemin de notre libération ! » à leur lecture. Dès lors, le jeune militant devient de plus en plus attentif au discours communiste.
Après le congrès de Tours, Nguyên Ai Quôc milite énormément, particulièrement au sein du Parti communiste français et de l'Union intercoloniale.

#### Rapports avec l'URSS

En-tête de papier à lettres du Krestintern (1924).

Nguyên Ai Quôc aurait collaboré avec l’agence soviétique Rosta pour la confection d’images de propagande.
Une fois à Moscou, Quôc obtient des responsabilités de niveau international. Il participe au Krestintern (Conférence Internationale Paysanne) du 10 au 15 octobre 1923, et y dénonce « l'exploitation indigne des classes rurales indochinoises ». À l'issue de cette conférence, il reste un représentant des colonies en Union soviétique.
À l'été 1934, Quôc est de retour à Moscou, où il redevient un simple élève de l’École internationale Lénine, une école réservée aux plus grands cadres communistes. Il est alors renvoyé à des études théoriques, et cela pour plusieurs années. Il ne s'agit pas d'une promotion pour un homme ayant jusque-là été l'élément moteur du Komintern en Asie du Sud-Est, et les raisons de cette mise à l'écart sont multiples. D'abord, son évasion des geôles de l'impérialisme britannique fait naître quelques suspicions, et de plus sa dissidence d'opinion par rapport à l'Internationale lors de la création du PCV (puis PCI) est encore dans toutes les mémoires. Hoang Tung résume alors la situation ainsi : « En Union soviétique, et particulièrement chez Staline, à partir de 1928, on a considéré Quôc comme un nationaliste et un réformiste ». Son alliance avec les nationalistes, les petits propriétaires, etc., ne passe pas en URSS.
Néanmoins, la survie de Quôc aux purges de Staline pose question ; il est incontestablement un communiste fidèle, mais on peut se demander s'il est stalinien. Dans ses écrits, nombreuses sont les références à Lénine, beaucoup plus rares celles à Staline, alors même que ce dernier était pourtant le principal idéologue du Komintern sur la question coloniale. La réalité est sans doute que Quôc a une « absence de rigidité idéologique » (expression de Sophie Quinn-Judge) ; il est bien plus tourné vers l'action et les réalisations pratiques sur le terrain que sur les débats dogmatiques qui peuvent avoir lieu dans la capitale soviétique.
Malgré tout, ses thèses d'alliance avec la social-démocratie reviennent sur le devant de la scène au milieu des années 1930, dans le but de lutter de la meilleure façon possible contre le fascisme et le nazisme. Ces thèses seront même entérinées par le VIIe congrès de l'Internationale, même si cela ne coïncide pas pour autant à un retour en grâce de Quôc auprès des autorités soviétiques. Cependant, lorsque le Front populaire accède au pouvoir en France, le PCI mène une politique de collaboration avec lui, ce qui illustre la souplesse tactique du communisme vietnamien, par ailleurs expliquée par Quôc dans son texte « La ligne du Parti durant la période du Front démocratique ». Quôc y exprime une fois encore la nécessité de faire une alliance la plus large possible, en y incluant « la bourgeoisie nationale », pour améliorer les droits démocratiques des opprimés et combattre le fascisme japonais.

#### Application du communisme en Asie
Nguyên Ai Quôc participe notamment à un débat de fond pour déterminer si le communisme est applicable en Asie ; il considère que par son histoire très ancienne, pour laquelle il remonte 5000 ans en arrière (mise en commun des terres, sens de l'égalité, amour de la paix, internationalisme...), l'Asie est prédisposée au communisme. Pour lui, ce sont les restrictions de libertés (presse, circulation, réunion, enseignement et éducation) imposées par la puissance coloniale qui empêchent l'Asie de plonger dans le communisme. Contrairement aux Européens, qui considèrent que la révolution prolétarienne aura lieu en premier lieu en Occident et se propagera en Asie par ricochet, Nguyên Ai Quôc estime que lorsque les « millions d'Asiatiques martyrisés et opprimés se réveilleront […], ils formeront une force colossale et pourront, en supprimant une des conditions d'existence du capitalisme, l'impérialisme, aider leurs frères d'Occident dans la tâche d'émancipation totale ».
Le Parti accède à sa demande de départ en Chine ; il reçoit son ordre de mission en septembre 1925 et arrive à Canton en novembre de la même année. Il prend alors le nom de Ly Thuy. La ville chinoise comprend à ce moment une communauté vietnamienne, sensible à l’effervescence patriotique en cours au Viêt Nam. À son arrivée, il intègre le Tam Tam Xa (Société des cœurs unis), groupe de jeunes patriotes vietnamiens dont le rôle dans le développement du communisme dans le pays est important.
Pour la lutte, Ly Thuy propose une éducation politique plus systématique, pour convaincre les opprimés de se révolter contre le colonialisme, ainsi qu'une discipline de fer dans l'organisation ; il va permettre la création du journal Than Nien, en unissant les forces politiques en Ligue Communiste. Pour rendre son mouvement efficace, il met au point une école de formation ainsi qu'un journal enseignant son idéologie communiste. L'école a profité à environ 300 Vietnamiens, qui sont ensuite rentrés en Indochine pour y fonder des cellules communistes, tandis que le journal était distribué en Chine du sud et au Viêt Nam, de manière clandestine. Son but est de « combattre la cruauté des Français », « d'exhorter le peuple annamite à se coaliser » et « de lui faire connaître les causes de ses malheurs et de ses misères et de lui indiquer comment il peut les éviter ».
En 1927, Quôc est chargé de se rendre en France pour aider à fusionner les éléments révolutionnaires indochinois au PC pour en faire un noyau communiste discipliné, pouvant à l'avenir retourner au pays pour y encadrer un futur Parti communiste, mais également faire de l'agitation politique et de la propagande révolutionnaire. Ce passage en France, de très courte durée, est un échec, à cause de la menace permanente d'une arrestation par la police française, mais aussi par la désorganisation du PCF à ce moment-là (Quôc n'a pu avoir de discussion sérieuse[Avec qui ?]).
Il saisit l'importance d'implanter le communisme au Siam, où il se rend en 1928. La présence communiste sur place est déjà importante, mais divisée entre de nombreux groupes qui se réclament tous section unique de l'Internationale communiste. En 1929, à Hong Kong, Quôc convoque les délégués des différentes factions et réussit à imposer l'unité. Dès lors, les différents groupes communistes sont unis et présentent une discipline commune. Cette unité mène à une idéologie divergente de celle du VIe congrès, puisqu'elle propose une alliance de classes contre l'ennemi colonisateur. Le nouveau Parti communiste est alors fondé en février 1930, sous le nom de Parti communiste du Viêt Nam. Lors de l'appel de la fondation du Parti, Quôc rappelle les crimes commis par l'impérialisme français en Indochine (exploitation, expropriation, misère…) et appelle les opprimés à adhérer au Parti. Ses objectifs sont alors de « renverser l'impérialisme français », « conquérir l'indépendance complète de l'Indochine », appliquer un programme communiste (nationalisation, redistribution…), offrir une éducation pour tous, et mettre en place une égalité entre hommes et femmes. Le nom évolue en Parti communiste indochinois, dont l'esprit est lui bien tourné vers la lutte classe contre classe et qui est dirigé par Tran Phu ; Nguyên Ai Quôc semble alors avoir perdu le soutien de l'Internationale, qui mise plutôt sur la nouvelle équipe de direction.
Quôc retourne un temps au Siam en mars 1930, puis se rend en avril à Singapour, où il préside une réunion du Parti communiste malais au nom du Komintern, preuve qu'il a encore des responsabilités. Il s'installe ensuite à Hong Kong, où il se fait arrêter par la police britannique le 6 juin 1931. Sa mort est simulée par un avocat britannique pour tenter d'empêcher une extradition vers l'Indochine, qui signerait son arrêt de mort. La nouvelle se diffuse partout, L'Humanité lui rend hommage dans un article, tandis que l'Internationale lui organise une veillée funèbre à Moscou en août 1932. La cause avancée de sa mort est la tuberculose, mais le doute d'un assassinat en prison persiste. En réalité, les Britanniques font le choix de le relaxer et de l'expulser de Hong Kong en 1933, et la nouvelle de sa survie apparaît au printemps.

#### Mesures au Viêt Nam
Lorsque Hô Chi Minh prend le pouvoir au Viêt Nam, il s’attelle à mettre en place la réforme agraire, qu'il débute par des mesures minimales et partielles comme la réduction des rentes foncières, l'abolition de certaines dettes, confiscation des terres de colons français et des « traîtres vietnamiens » (expression de Vo Nhan Tri). Les alliances larges de Hô Chi Minh lui interdisent d'aller plus loin dans sa politique agraire, ce qui débouche sur un résultat insuffisant du point de vue de l'idéologie communiste, d'autant que même dans les années qui suivent, Hô ne demande pas de réforme agraire radicale.

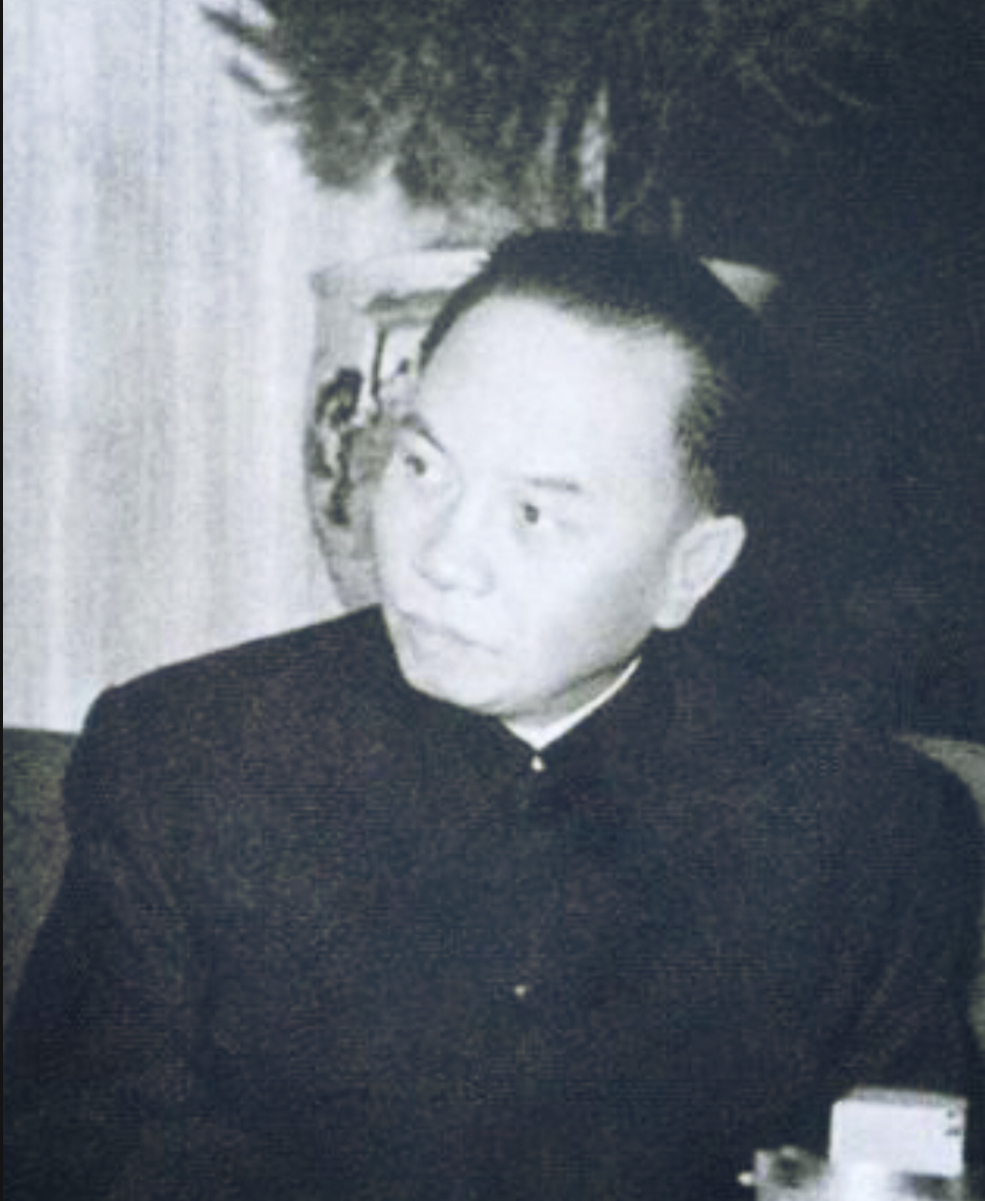
Trường Chinh en janvier 1955.

Mais finalement, sous la pression de Moscou et Pékin, Hô entame une réforme agraire concrète en 1953, avec la constitution d'un comité central de la Réforme agraire placé sous la présidence de Trường Chinh. La loi est promulguée le 19 décembre 1953 et appliquée immédiatement dans certaines provinces, puis à l’ensemble de la RDV à la fin de l'année 1954, avec notamment la confiscation et la redistribution aux paysans pauvres des terres des propriétaires fonciers, jugés « ennemis du peuple ». En 1957, le gouvernement met en place des « Comités de rectifications des erreurs » pour gommer les imperfections de la réforme.
Dans son testament, Hô exprime les priorités qui doivent être celle du Parti dans les années à venir. Il faut par exemple trouver à tous un logement « stable et sûr », développer des formations professionnelles adaptées à chaque individu, perpétuer la tradition patriotique et s'occuper des enfants, veuves et invalides de guerre. Il déclare également qu'il est utile à la nation de former des cadres et des ouvriers qualifiés, qui doivent être les « fers de lances de l'édification réussie du socialisme au Viêt Nam », et redit la nécessité d'éduquer les femmes pour leur permettre à l'avenir de davantage participer aux activités et d'occuper des postes de direction, afin d'atteindre l'égalité entre femmes et hommes.

### Anticolonialisme
À la naissance de Hô Chi Minh, la conquête coloniale est à peine terminée, et la pacification du territoire piétine.

#### Premiers écrits et engagements contre la colonisation
Aux côtés de Phan Châu Trinh, de Phan Van Truong, de Nguyên The Truyen et de Nguyễn An Ninh, comme lui installés à Paris, Nguyên Ai Quôc rédige en 1919 un texte explicatif pour faire connaître la situation de son pays. Nommé Revendications du peuple annamite, ce texte réclame principalement l'instauration d'un État de droit au Viêt Nam, et est alors bien loin d'appeler à un affrontement brutal contre la domination coloniale. Il a en effet pour but premier de toucher les membres de la conférence de la paix de Paris, mais est également imprimé sous forme de tract () afin d'être distribué lors de réunions de la SFIO, de la LDH et de la CGT. Nguyên Ai Quôc et les autres membres du groupe visent également les Vietnamiens de France, auprès desquels ils essayent de diffuser le plus possible leurs Revendications.
L'implication de Nguyên Ai Quôc dans les mouvements socialistes puis communiste n'a dans un premier temps qu'un seul objectif : libérer son peuple du joug colonial. Lors du congrès de Tours, Nguyên Ai Quôc est le seul colonisé et fait la seule intervention du congrès sur la question coloniale, en tant que représentant de l’Indochine. Il demande alors au Parti communiste de « donner enfin aux questions coloniales l'importance qu'elles méritent ». Il a aussi le projet d'écrire un ouvrage résumant les souffrances de son peuple ainsi que ses revendications sur le sujet colonial, ouvrage qui doit porter le nom « Les Opprimés » mais ne voit finalement jamais le jour. En France, il écrit également dans des journaux de gauche, comme Le Populaire (SFIO) ou L'Humanité (PC) (déjà 16 articles en 1922), dont il se sert pour faire connaître le sort des populations colonisées aussi bien dans son pays que dans le monde entier, puisqu'il signe des articles sur la Chine (1922), la Tunisie (1922), le Dahomey (1923), l’Afrique noire sous domination britannique (1924), le Maroc (1924) ou encore la Turquie (1924). Cela montre que le jeune Nguyên Ai Quôc a déjà des opinions internationalistes fortes.
Ses écrits sur l’Indochine comme Revendications ou le Procès de la colonisation se diffusent jusqu’en Indochine, ce qui inquiète les autorités locales qui tentent d’intercepter ces textes. Les journaux de la colonie donnent pour beaucoup de l’importance aux écrits de Nguyên Ai Quôc et lui répondent par des critiques de leur contenu, ce qui contribue surtout à faire de la publicité à Nguyên Ai Quôc et à son discours.

#### Action anticoloniale en URSS et en Chine
Début 1923, Quôc prend la décision de quitter la France. En plus du harcèlement de la police (menace d'arrestation et d'expulsion), il s’aperçoit qu'il ne peut pas mobiliser une foule importante contre le colonialisme depuis la métropole. En Union soviétique, Quôc est l'un des représentants des colonies au sein d'une Commission de propagande internationale à destination des territoires colonisés, et fait partie d'un bureau d'Orient du Sud-Est asiatique. Son voyage en URSS permet donc au jeune Annamite d'accéder à une dimension internationale.
Dans le but de se rapprocher géographiquement de son pays d'origine, il fait part aux autorités soviétiques de son désir de partir pour la Chine en 1924. Quôc soutient l'idée de la création d'une union des peuples opprimés d'Asie, projet qui se réalise sous le nom de « Fédération générale des peuples opprimés ». Il occupe au sein de cette organisation un rôle clé de direction. Il rédige un Manifeste en 1926 dans le Thanh Nien qui dénonce une fois de plus l'impérialisme, en particulier en Asie, et appelle les opprimés à s'unir pour faire la révolution.
Il doit rapidement fuir la Chine en 1927 à cause du massacre de Shanghai, entraîné par l'offensive d'éléments réactionnaires de l'armée chinoise, menés par Tchang Kaï-chek, contre les communistes, et est de retour à Moscou à l'été de cette année.

#### Au Viêt Nam, l'engagement contre le colonisateur français
En juillet 1940, Quôc envoie un rapport sur l'Indochine à Moscou, dans lequel il propose la création d'un Front Uni contre la France coloniale et le Japon militariste, dans le but d'accéder à l'indépendance. Trois mois après ce rapport, des membres du PCI déclenchent une insurrection dans le sud du Viêt Nam. Elle est réprimée dans le sang, faisant plusieurs milliers de morts, ce qui a pour conséquence de décapiter le mouvement dans le sud du pays. Le centre de la résistance vietnamienne se déplace donc vers le nord, non loin de la frontière chinoise. D'autre part, l'opération Barbarossa, qui débute en 1941, donne une plus grande liberté de mouvement à Quôc en Indochine vis-à-vis de l'Internationale communiste. Avec la débâcle de la France en 1940, la situation se complique pour le pouvoir colonial en Indochine, ce qui pousse le PCV à faire le choix de retourner au pays.
Quôc franchit la frontière le 28 janvier 1941 et retrouve sa terre natale. Sa stratégie ne change pas, il travaille pour édifier un Front uni contre le colonialisme français. Quôc propose la fondation du Viêt Nam Doc Lap Dong Minh Hoi (Việt Minh) (Ligue pour l'indépendance de l'Annam), qui ramène l'usage du nom Viêt Nam, remplacé par Indochine au moment de la fondation du Parti communiste. Le Viêt Minh opte pour une propagande davantage nationaliste que communiste, et la Ligue pour l'indépendance du Viêt Nam est formellement fondée en septembre 1941. Quôc en profite pour écrire des poèmes qui rappellent l'importance de l'union pour le combat à mener, ou encore critiquent le maréchal Pétain.
À l'été 1942, il se rend en Chine pour essayer d'obtenir davantage de soutien contre les Japonais auprès des nationalistes chinois. Quôc prend à cette occasion, et de manière définitive, le nom de Hô Chi Minh. Il est arrêté à la frontière à cause de l'absence de papier en règle, et mis en prison dans des conditions de détention épouvantables. Il profite de cette détention pour écrire une série de poèmes réunis dans les Carnets de prison. Il est libéré par les Chinois en 1943 pour qu'il puisse lutter contre le Japon, et peut rejoindre le Viêt Nam en septembre 1944.
En 1945, pour lutter contre le Japon, le Viêt Minh s'allie avec les États-Unis. Hô Chi Minh reçoit en juillet 1945 une équipe américaine chargée de préparer les miliciens Viêt Minh à la guérilla. Une fois les Japonais vaincus, les Américains retirent leur soutien au Viêt Minh, puisque l'engagement communiste d'une partie de leurs membres est reprouvée par Washington. Le Viêt Nam est alors coupé en deux, le nord étant dominé par les Chinois et le sud par les Britanniques. En 1944 est créée la « Brigade de propagande armée de libération du Viêt Nam », groupe ayant davantage une action politique que militaire.

#### Après 1945

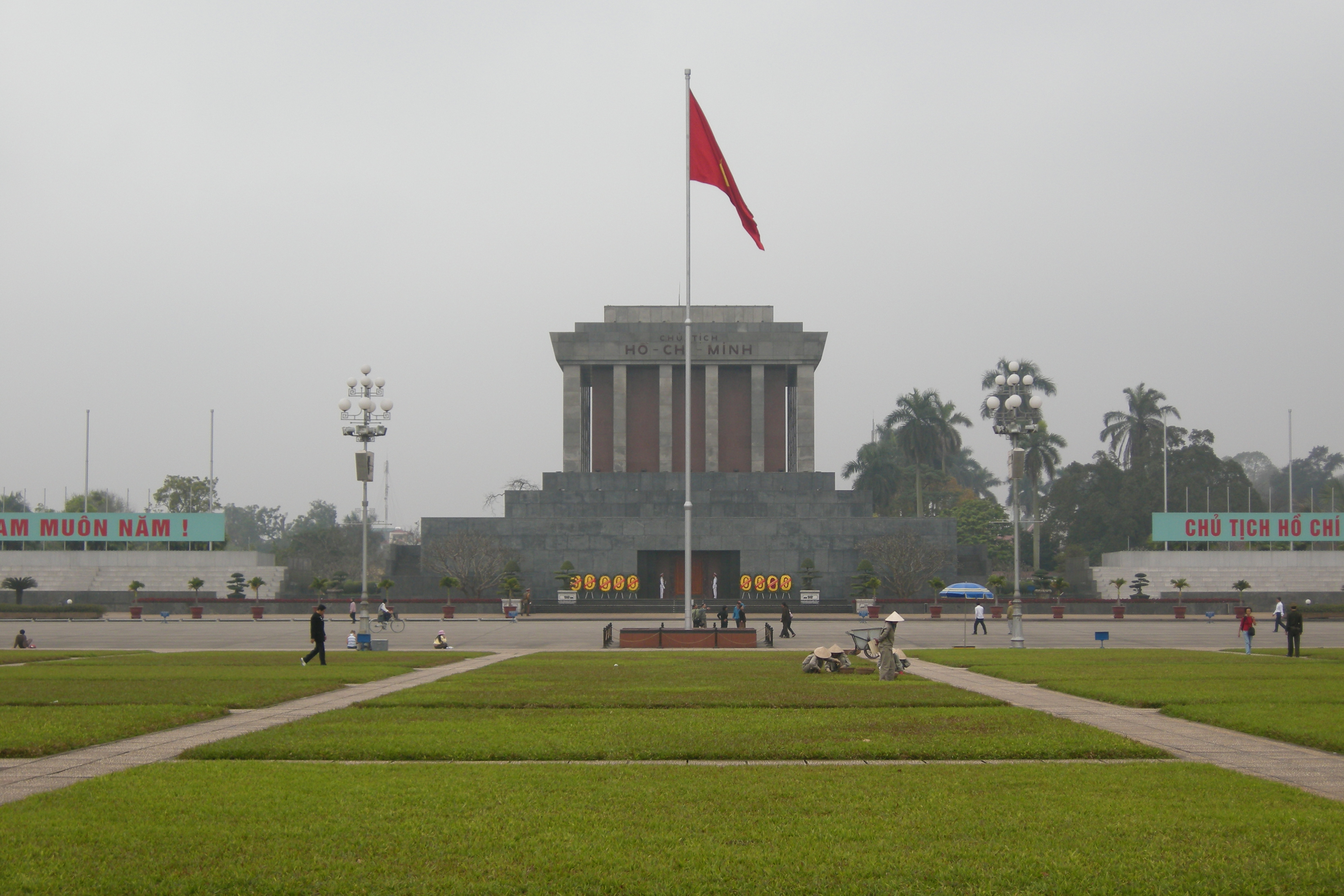
La place Ba Dinh, où Hô Chi Minh a lu la proclamation de l'indépendance de la république démocratique du Viêt Nam le 2 septembre 1945.

Après la défaite du Japon en août 1945, le Viêt Nam subit une sorte de vide du pouvoir. Les Français sont désarmés et désorganisés, les Japonais vaincus, les Chinois et Britanniques n'ont pas encore investi le territoire. C'est le moment choisi par Hô Chi Minh pour commencer la révolution ; il s'installe à Hanoï le 25 août 1945 et, le 2 septembre, déclare sur la place Ba Dinh que le peuple du Viêt Nam s'affranchit « complètement de tout rapport colonial avec la France impérialiste ». C'est l'indépendance du pays, qui devient la république démocratique du Viêt Nam. Le Việt Minh contrôle le nord (ex-Tonkin) et le centre (ex-Annam), tandis que le sud (ex-Cochinchine) est toujours contrôlé par les Britanniques, qui font le choix de réarmer les Français. Une fois l'indépendance proclamée, Hô ne renonce pas à discuter avec les Français, dans la mesure où ceux-ci reconnaissent l'indépendance du pays et où la crainte d'une domination du Viêt Nam par la Chine paraît plus effrayante qu'un retour de l'autorité coloniale de la France.

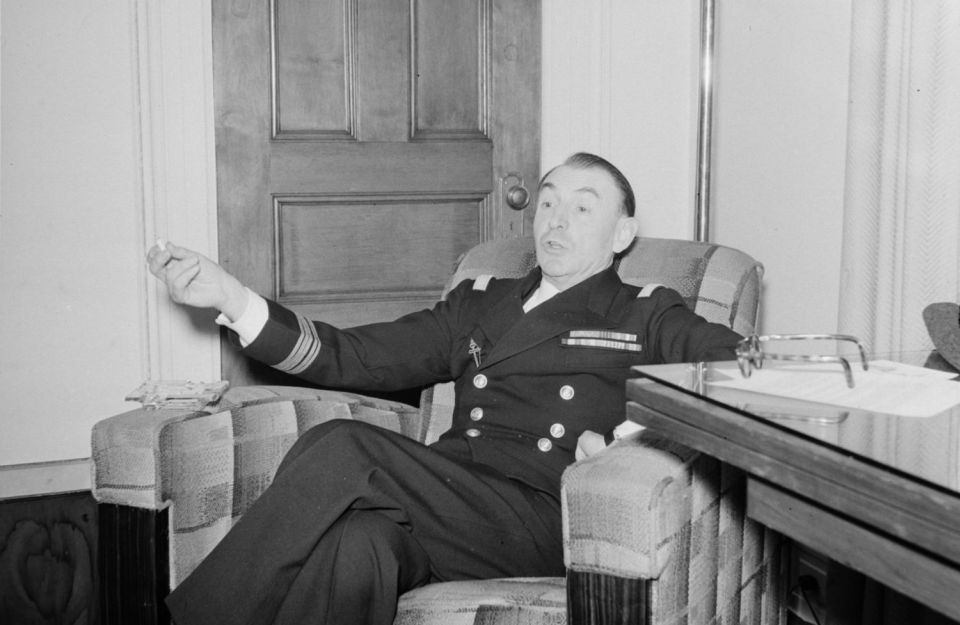
L'amiral d'Argenlieu, en 1941.

Alors que Hô est en chemin pour Paris pour négocier avec la France, l'amiral d'Argenlieu organise la création d'une république de Cochinchine, ce qui crée une véritable attaque contre l'unité du Viêt Nam. Néanmoins, Hô continue son voyage en France. Il souhaite une coopération économique et culturelle entre les deux pays et, pour cela, mise sur l'Union française, qu'il désire vider de toute idée impérialiste et à laquelle il souhaite conférer un caractère d'adhésion libre. Cependant, les autorités françaises se montrent finalement hostiles à un accord, n'imaginant pas une décolonisation pacifique, de surcroît avec un dirigeant communiste.

#### Guerre d'Indochine
Ainsi, la guerre coloniale commence à la fin de l'année 1946. Hô choisit une fois de plus de jouer sur le nationalisme vietnamien afin d'encourager le peuple à s'engager au sein du Việt Minh pour combattre le colonialisme français. Au fur et à mesure, la justification française de la guerre en Indochine s'efface pour être remplacée par une lutte anticommuniste et, dès lors, la France reçoit une aide financière importante des États-Unis (78 % du coût de la guerre en 1954).
Dans la lignée de sa dénonciation du colonialisme français, Hô Chi Minh critique également l'impérialisme américain au Viêt Nam. Après la victoire vietnamienne de Dien Bien Phu, les accords de Genève séparent le pays en deux, le Nord étant contrôlé par le Viêt Minh et le Sud par la France. Néanmoins, Hô rappelle qu'il ne renonce en rien à l'unité du pays et souhaite une réunification aussi rapidement que possible. Pour lutter contre la présence américaine au Sud Viêt Nam, Hanoï fait le choix de revenir à la lutte armée. Ainsi, en 1960 naît le Front national de libération du Sud (FNL), officiellement indépendant mais de fait lié à la république démocratique du Viêt Nam.
Hô ne cesse de dénoncer l'impérialisme américain au Sud Viêt Nam, notamment lorsque Kennedy y envoie matériel et conseillers militaires en nombre. Johnson poursuit cette politique, et est à l'origine du premier bombardement sur la RDV, en février 1965. Sur l'ensemble de la guerre, trois millions de soldats américains sont envoyés sur le terrain. Hô garde la même ligne directrice tout au long de la guerre ; il souhaite la paix, mais pas à n'importe quel prix. Il demande en 1966 « Que les États-Unis mettent fin à la guerre d'agression au Viêt Nam, retirent leurs troupes de ce pays, et la paix reviendra immédiatement. ». Cette méthode de négociation est permise par les succès militaires des soldats vietnamiens, qui font mieux que résister à la puissance américaine. Hô Chi Minh déclare en effet en 1968 que les forces du Viêt Nam ont abattu plus de 3200 avions et incendié plus de cent navires. Cette même année, il répète que la tâche sacrée de son peuple est de libérer le Sud, défendre le Nord et progresser vers la réunification pacifique de la Patrie. Cependant, il décède en 1969, avant d'avoir pu voir ce but atteint.

### Droit des femmes

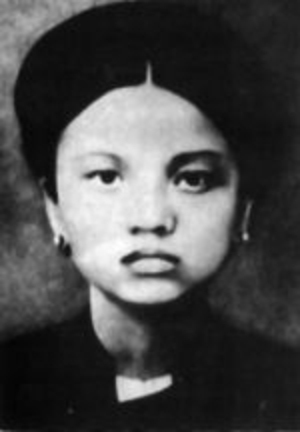
Nguyễn Thị Minh Khai (1910-1941), membre du Parti Communiste Indochinois dans les années 1930.

Tout au long de sa vie, Hô Chi Minh défend la participation des femmes à la révolution. Pour lui, « les femmes ont un rôle immense dans les affaires politiques », et il affirme « que la révolution ne peut être faite sans le concours des femmes » . Il estime donc qu'il faut les éduquer et leur apprendre les théories révolutionnaires, de la même façon que les hommes. Dans son Procès de la colonisation française de 1926, il consacre un chapitre entier au « martyr de la femme indigène ».
Son journal Thanh Niên publie de nombreux articles sur la condition de la femme, comme « Les Femmes et la Révolution » (1926), où il compare les souffrances des femmes en Indochine (absence de droits politiques, tutelle, salaires inférieurs, tâches domestiques, etc.), à la situation des femmes en URSS, qu'il juge idyllique. Le mouvement communiste vietnamien porte d'ailleurs à sa tête de nombreuses femmes comme Nguyên Thi Thap (vi), Nguyên Trung Nguyet, Nguyên Thi Luu, ou encore Nguyên Thi Minh Khai (vi).

## Postérité

### Au Viêt Nam

#### Une inspiration politique

Portrait de « l'Oncle Ho ».

Hô Chi Minh continue d’avoir une influence tant au niveau des populations qu'au niveau du gouvernement, le Viêt Nam étant encore de nos jours dirigé par un parti unique, le Parti communiste vietnamien.
Pour le cinquantenaire de sa mort, l’État vietnamien a organisé des célébrations, ce qui montre la volonté d’en faire, encore et toujours, une icône du pays. Le 2 septembre 2019 à Hanoï, une série de commémorations, de colloques et d’expositions a donc eu lieu, avec au cœur de ceux-ci l’héritage qu’il a laissé. Ainsi, onze millions de jeunes ont participé à la campagne intitulée « La jeunesse vietnamienne applique les Testaments de l’Oncle Hô », et Nguyễn Phú Trọng, secrétaire général du Parti communiste du Viêt Nam et président de la République, a défini que « suivre les enseignements de l’Oncle Hô revient pour chacun non à les retenir et apprendre par cœur mais à les faire imprégner dans ses veines, dans son cœur, à les transformer en ce qui le tourmente, le fait réfléchir et le motive à suivre les pas de l’Oncle Hô ». Les 50 ans de la mort de Hô Chi Minh ont permis au Parti communiste vietnamien de remettre au goût du jour le testament de Hô Chi Minh, conçu entre mai 1965 et mai 1969, et de le faire corréler avec des combats actuels comme la corruption, comme le précise le Parti communiste vietnamien.
Un nouveau livre contenant des photographies de Hô Chi Minh ainsi que son testament est publié en 2019 par l’agence de presse vietnamienne, tentant d’idolâtrer Hô Chi Minh. On y voit par exemple des photos de Hô Chi Minh pieds nus dans les champs agricoles durant la guerre du Viêt Nam, en train de cultiver ; en effet, comme le rappelle l'historien Pierre Brocheux « la question agraire est la question sociale par excellence ». Cet exemple montre que le but premier de ce livre est la propagande.

#### Une inspiration pour la population

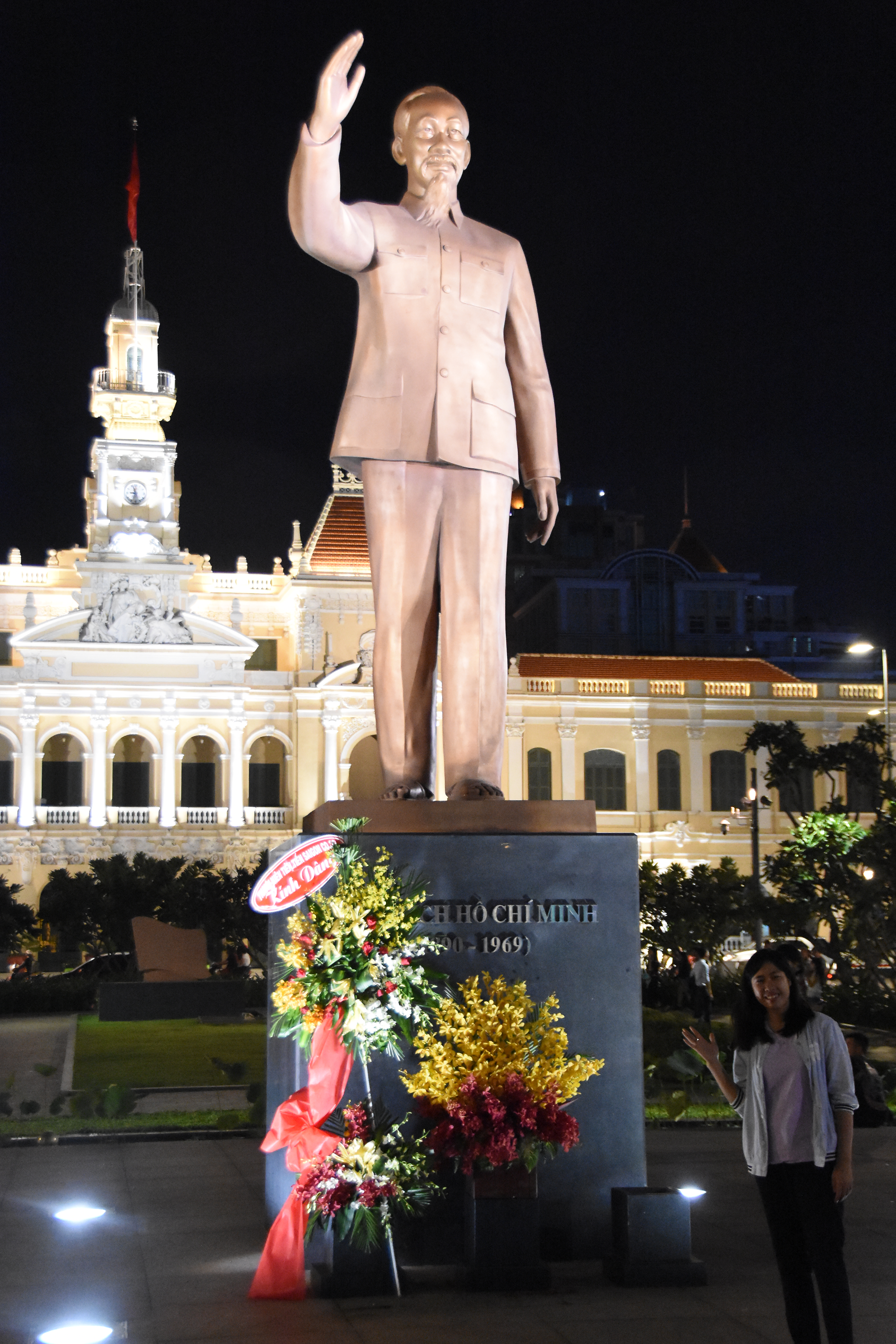
Statue d'Hô Chi Minh à Hô Chi Minh-Ville, en 2016.

Hô Chi Minh a cependant une influence qui dépasse la sphère politique. Aujourd’hui, un portrait de « l’oncle Hô » se trouve encore fréquemment dans les foyers vietnamiens, présence qui montre qu’il fait presque partie de la vie spirituelle des Vietnamiens. Certains le voient comme un modèle à suivre.
Globalement, au Viêt Nam, Hô Chi Minh connait un véritable culte de la personnalité. Celui-ci se manifeste dans les nombreuses statues en son honneur dans tout le pays ou dans le fait que son visage soit toujours présent sur de nombreux objets du quotidien, comme les timbres et les billets.

#### Reconnaissance nationale

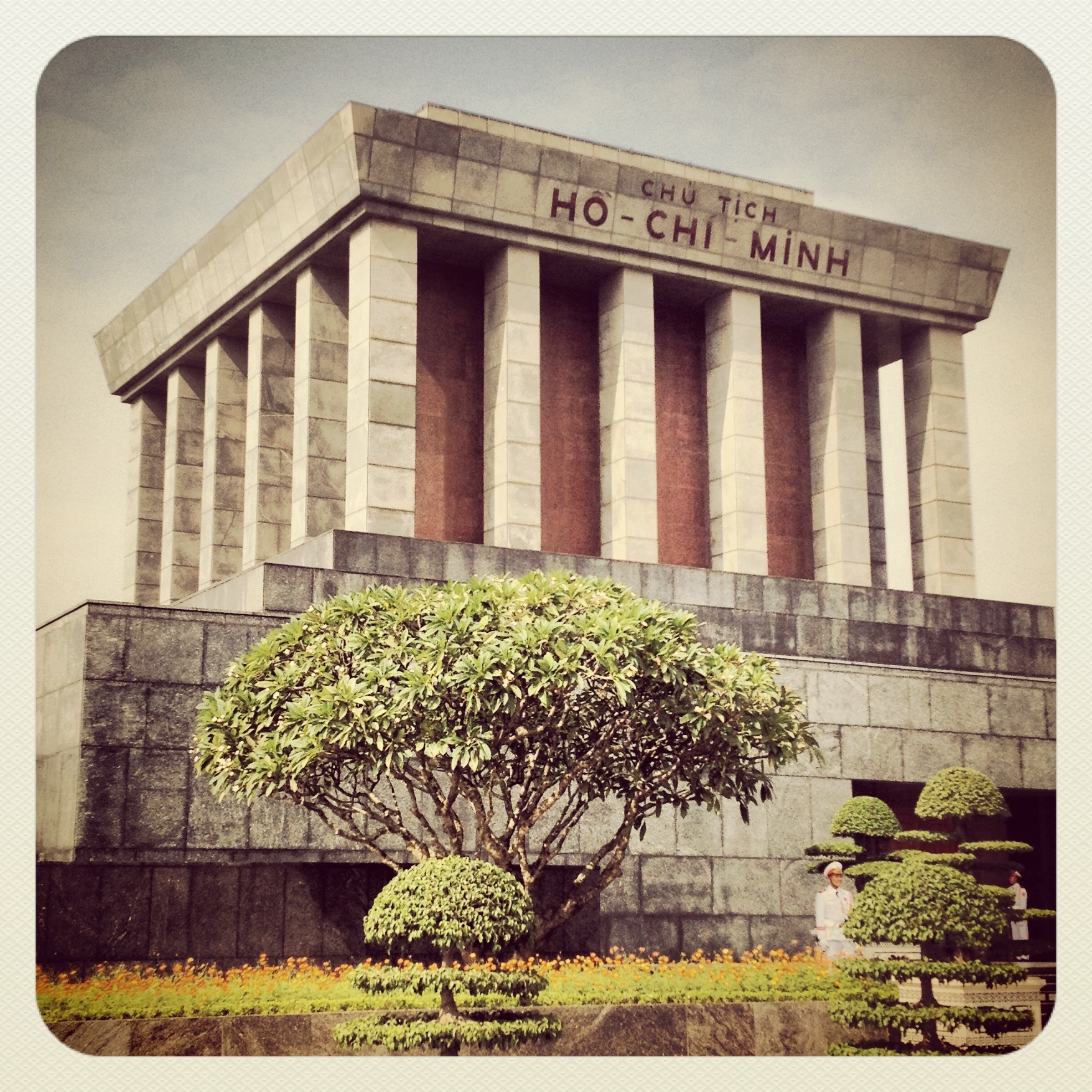
Le mausolée Hô Chi Minh, à Hanoï, en 2012.

Après la prise de Saïgon en 1975 par les communistes, ceux-ci rebaptisent la ville en l'honneur de leur chef, décédé plus de cinq ans auparavant. C'est un hommage particulièrement prestigieux puisque Hô Chi Minh-Ville est, avec plus de treize millions d'habitants, la métropole la plus peuplée du pays, devant la capitale Hanoï, et le poumon économique du Viêt Nam.
En 1973, la construction d'un mausolée débute à Hanoï pour abriter la dépouille de Hô Chi Minh, décédé en 1969. Le mausolée est inauguré le 29 août 1975. Le corps du président repose dans un sarcophage de verre et peut être vu par les visiteurs qui le souhaitent, dans la mesure où ceux-ci respectent des règles strictes.
En 1989, une nouvelle version du testament de Hô Chi Minh est publiée, annonçant qu'il souhaitait être incinéré et qu'il était formellement opposé à la construction d'un mausolée en son honneur, vœux qui n'ont donc pas été respectés. Le leader vietnamien souhaitait qu'on partage ses cendres en trois boîtes, une pour le Sud, une pour le Centre et une pour le Nord du Viêt Nam, et écrivait ne vouloir « ni statue de bronze, ni pierre tombale ». Il s'opposait donc à un culte de la personnalité sur sa personne.

#### Œuvres de Hô Chi Minh
- Hô Chi Minh, Patriotisme et Internationalisme prolétarien, Hanoï, Éditions en langues étrangères, 1979.
- Hô Chi Minh (éd. par Alain Ruscio), Le Procès de la colonisation française et autres textes de jeunesse, Paris, Le Temps des cerises, 2012.

#### Monographies
- Pierre Brocheux, Hô Chi Minh, Paris, Presses de Sciences Po, 2000.
- Daniel Hémery, Hô Chi Minh : De l'Indochine au Viêt Nam, Paris, Gallimard, coll. « Découvertes Gallimard » (no 97), 1990.
- Jean Lacouture, Hô Chi Minh, Paris, Éditions du Seuil, 1967.
- Céline Marangé, Le Communisme vietnamien, Paris, Presses de Sciences Po, 2012.
- Jacques Portes, La Fin de la guerre du Viêt Nam (1968-1975) : Washington - Hanoï - Saïgon - Paris, Paris, Les Indes savantes, 2016.
- (en) Mai Ly Quang, The Man who Made a Nation, Hanoï, The Gioi Publishers, 7e édition, 1999.
- Pierre Rousset, Le Parti communiste vietnamien, Paris, Maspero, 1973.
- Alain Ruscio (éd.), Hô Chi Minh : Écrits et Combats, Montreuil, Le Temps des Cerises, 2019 (ISBN 978-2-37071-174-8).
- Benoît de Tréglodé, Histoire du Viêt Nam de la colonisation à nos jours, Paris, Éditions de la Sorbonne, 2018.

#### Autres
- Hugues Tertrais, Atlas des guerres d'Indochine : 1940-1990, Paris, Autrement, 2004.

#### Articles et chapitres
- Pierre Brocheux, « L'homme qui devint Hô Chi Minh », Les Collections de L'Histoire, no 23 « Indochine Viêt Nam : colonisation guerres et communisme »,‎ janv.-fév.-mars 2004, p. 32-35.
- Christopher Goscha, « “La Guerre par d'autres moyens” : Réflexions sur la guerre du Viêt Minh dans le Sud-Viêt Nam de 1945 à 1951 », Guerres mondiales et conflits contemporains, no n°206,‎ 2002, p. 29-57 (lire en ligne).

- Lina Sankari, « Anniversaire : L'oncle Hô inspire le Viêt Nam moderne », L'Humanité,‎ 2019 (lire en ligne)

### Filmographie
- 1918-1939 : Les Rêves brisés de l'entre-deux-guerres, docu-fiction de Jan Peter et Frédéric Goupil (téléfilm) 2018, son rôle y est interprété par Alexandre Nguyen.